# Борнзваг
Борнзваг (нід. Boornzwaag) — село в нідерландській провінції Фрисландія. Входить до муніципалітету Фріске-Маррен. Його населення станом на 2017 рік складало 105 осіб.

## Галерея

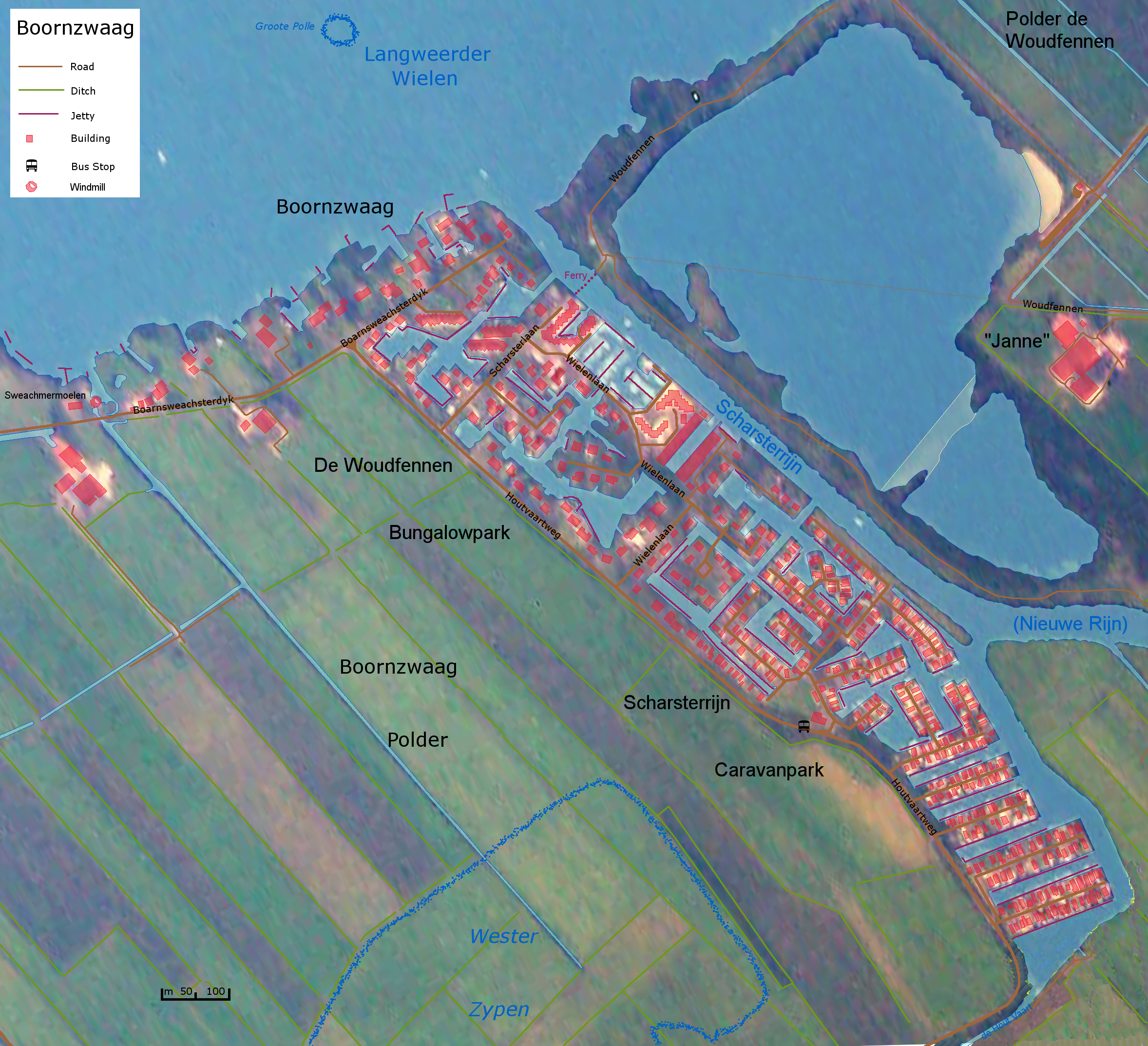
Мапа села